# Чемпіонат світу з легкої атлетики в приміщенні 2018 — 4×400 метрів (чоловіки)
Змагання в естафеті 4х400 метрів серед чоловіків на Чемпіонаті світу з легкої атлетики в приміщенні 2018 у Бірмінгемі відбулись 3 та 4 березня в Арені Бірмінгем.

## Рекорди
На початок змагань основні рекордні результати були такими:
| WIR | США (Кайл Клемонс, Девід Вербург, Кайнд Батлер ІІІ, Келвін Сміт)                               | 3.02,13 | Сопот Польща | 9 березня 2014 |
| CR  | США (Кайл Клемонс, Девід Вербург, Кайнд Батлер ІІІ, Келвін Сміт)                               | 3.02,13 | Сопот Польща | 9 березня 2014 |
| WL  | Університет Південної Каліфорнії США (Закері Шиннік, Рай Бенджамін, Рікі Морган, Майкл Норман) | 3.01,98 | Клемсон США  | 10 лютого 2018 |

Під час змагань був встановлений новий світовий рекорд в приміщенні:
| WIR | Польща (Кароль Залевський, Рафал Омелько, Лукаш Кравчук, Якуб Кшевіна) | 3.01,77 | Бірмінгем Велика Британія | 4 березня 2018 |
| CR  | Польща (Кароль Залевський, Рафал Омелько, Лукаш Кравчук, Якуб Кшевіна) | 3.01,77 | Бірмінгем Велика Британія | 4 березня 2018 |
| WL  | Польща (Кароль Залевський, Рафал Омелько, Лукаш Кравчук, Якуб Кшевіна) | 3.01,77 | Бірмінгем Велика Британія | 4 березня 2018 |

## Розклад
| Дата           | Час початку | Стадія |
| -------------- | ----------- | ------ |
| 3 березня 2018 | 12:31       | Забіги |
| 4 березня 2018 | 17:25       | Фінал  |

Вказаний місцевий час (UTC+0)

## Результати

### Забіги
Умови кваліфікації до наступного раунду: перші дві з кожного забігу (Q) та дві найшвидших за часом з тих, які посіли у забігах місця, починаючи з третього (q).
Забіг 1
| Місце | Команда           | Атлети                                                         | Час     | Примітки |
| ----- | ----------------- | -------------------------------------------------------------- | ------- | -------- |
| 1     | Бельгія           | Ділан Борле, Йонатан Борле, Йонатан Сакор, Кевін Борле         | 3.05,22 | Q, SB    |
| 2     | Польща            | Кароль Залевський, Патрик Адамчик, Лукаш Кравчук, Якуб Кшевіна | 3.05,24 | Q, SB    |
| 3     | Тринідад і Тобаго | Ренні Квоу, Джерім Річардс, Мачел Седеніо, Лалонд Гордон       | 3.05,96 | q, SB    |
| 4     | Чехія             | Міхал Десенський, Віт Мюллер, Філіп Шнейдр, Патрік Шорм        | 3.06,40 | q, SB    |
|       | Україна           |                                                                | DNS     |          |

Забіг 2
| Місце | Команда                  | Атлети                                                              | Час     | Примітки |
| ----- | ------------------------ | ------------------------------------------------------------------- | ------- | -------- |
| 1     | США                      | Фред Керлі, Маркез Вашингтон, Пол Дедево, Вернон Норвуд             | 3.04,00 | Q        |
| 2     | Велика Британія          | Овен Сміт, Себастьян Роджер, Джамал Роден-Стівенс, Грант Пендерлейт | 3.05,29 | Q, SB    |
| 3     | Іспанія                  | Лукас Буа, Мануель Гіхарро, Алеш Поррас, Самуель Гарсія             | 3.07,52 | SB       |
| 4     | Домініканська Республіка | Хуандер Сантос, Раймонд Урбіно Техада, Андіто Чарлес, Леонель Бонон | 3.10,45 | SB       |
|       | Ямайка                   |                                                                     | DNS     |          |

### Фінал
| Місце | Команда           | Атлети                                                        | Час     | Примітки |
| ----- | ----------------- | ------------------------------------------------------------- | ------- | -------- |
| 1     | Польща            | Кароль Залевський, Рафал Омелько, Лукаш Кравчук, Якуб Кшевіна | 3.01,77 | WIR      |
| 2     | США               | Фред Керлі, Майкл Черрі, Олдріч Бейлі, Вернон Норвуд          | 3.01,97 | SB       |
| 3     | Бельгія           | Ділан Борле, Йонатан Борле, Йонатан Сакор, Кевін Борле        | 3.02,51 |          |
| 4     | Тринідад і Тобаго | Деон Лендор, Джерім Річардс, Аса Гевара, Лалонд Гордон        | 3.02,52 |          |
| 5     | Чехія             | Міхал Десенський, Патрік Шорм, Філіп Шнейдр, Павел Маслак     | 3.04,87 | SB       |
| 6     | Велика Британія   | Овен Сміт, Грант Пендерлейт, Джамал Роден-Стівенс, Лі Томпсон | 3.05,08 | SB       |